# San Leonardo
San Leonardo (Sant Lenart em friulano) é uma comuna italiana da região do Friuli-Venezia Giulia, província de Udine, com cerca de 1.165 habitantes. Estende-se por uma área de 27 km², tendo uma densidade populacional de 43 hab/km². Faz fronteira com Grimacco, Prepotto, San Pietro al Natisone, Savogna di Cividale, Stregna.

## Demografia
| Variação demográfica do município entre 1861 e 2011                               |
|                                                                                   |
| Fonte: Istituto Nazionale di Statistica (ISTAT) - Elaboração gráfica da Wikipedia |